# Ilex retusa
Ilex retusa é um gênero de plantas com flores. Foi descrito pela primeira vez por Johann Friedrich Klotzsch .  Ilex retusa pertence ao gênero Ilex, e à família Aquifoliaceae.
Este tipo de planta pode ser encontrado em:
- Colômbia
  - Departamento de Guainía
  - Departamento de Vaupés
- Guiana
- Venezuela
  - Amazonas
  - Estado Bolívar

Não há tipos listados como este.